# Juan Manuel Fernández-Pinedo Chamizo
Juan Manuel Fernández-Pinedo Chamizo (Madrid, 1978) es un artista plástico. Su trabajo ha sido expuesto en galerías de Madrid, París, Santander, Barcelona, Chicago, Mallorca, Shanghái, Nairobi, etcétera. Su obra forma parte de museos y colecciones nacionales e internacionales. Ha grabado varios programas de radio ofreciendo entrevistas sobre su trabajo y un documental-entrevista en RTVE sobre su trayectoria.   Ha formado parte del Jurado en diferentes certámenes internacionales y nacionales de pintura, además de ser encargado de la configuración de Jurados en varios concursos también nacionales e internacionales.

## Obra
La obra de Fernández-Pinedo se caracteriza por su profunda exploración de la plasticidad. A lo largo de su carrera ha logrado integrar el realismo y abstracción, dando como resultado una fusión que capta la esencia de la interpretación en el arte. La temática de sus pinturas abarca paisaje, retratos, animales y diversas composiciones, siempre creando distintas texturas, pinceladas y elementos plásticos diversos muy personales y de gran complejidad.

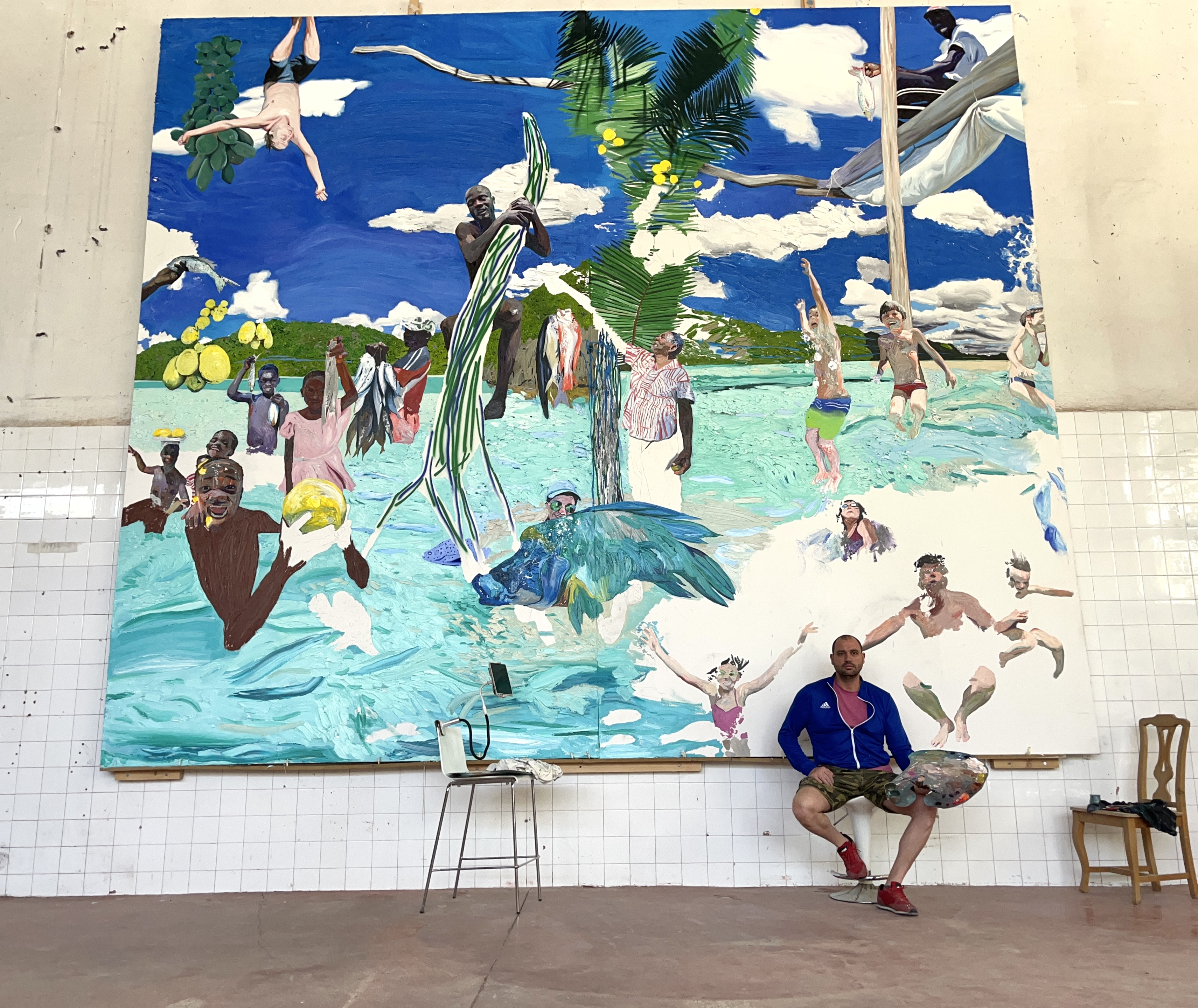
Obra de Juan Manuel Fernández-Pinedo. Serie "Retratos de Zanzíbar"(Óleo sobre lienzo - 6 x 5 metros)

## Reconocimientos y premios
- 1º Premio Salón de Ayamonte[4]
- 1º Premio Certamen Nacional de Pintura "Casimiro Baragaña" Asturias.[5]
- 1º Premio Certamen Nacional Pintura Ciudad de Pinto.[6]
- 1º Premio Certamen Nacional de Pintura  "Gredos".[7]
- Medalla de Honor en el Premio BMW de Pintura en los años 2005, 2007 y 2008.[8]
- Premio de las Artes Plásticas de Castilla y León "Fundación Villalar".[9][10]
- Premio "Signo" a la trayectoria artística Ciudad de Parla.
- 1º Premio Certamen Nacional de pintura "Virgen de las Viñas".
- 2º Premio Certamen Nacional de pintura Ciudad de Pinto
- Premio Certamen Nacional Artes Plásticas de Alicante
- 1º Premio Certamen Nacional de Pintura Villa de Parla
- 1º Premio Certamen Nacional de Pintura de la Armada Española
- 1º Premio Certamen Nacional de Pintura "Manuel Viola" de San Lorenzo del Escorial
- 3º Premio Certamen Nacional de Pintura "Gloria Merino"
- Premio Certamen de Acuarela Tres Cantos
- Premio Pintura Certamen "Fundación Wellington"

## Exposiciones individuales destacadas
- Galería Pigment Gallery (Barcelona)
- Galerie Artmundi (París)
- Galería My Name´s Lolita Art (Madrid)[11]
- Galería Nolde (Madrid)
- Tucker Gallery (Chicago)
- Sala Parés (Barcelona)
- Galería Estela Docal (Santander)
- Galería Kreisler (Madrid)
- Galería Ansorena -individual online (Madrid)[12]

## Exposiciones colectivas y Ferias
- Exposición colectiva - "Artmundi" (París). Junio 2025.
- Exposición colectiva - "Galería Nueva" (Méjico), con "Pigment Gallery". Abril 2025.
- Feria ART MADRID 2025, "Pigment Gallery" https://www.art-madrid.com/es/obra/juan-manuel-fernandez-pinedo/soldado-1
- Exposición colectiva - "Aurora Vigil-Escalera" (Gijón) - Año 2025.
- Exposición colectiva - "GravitArt Art Gallery" (Nairobi) - Año 2025.
- Feria ESTAMPA 2024,  "Pigment Gallery"
- "No generation" - Porsche, (Madrid). [13]
- "El mar" - Pigment Gallery (Barcelona).
- "África, un sueño de ida y vuelta" - Diputación de Huelva - Jhon Holland Gallery.[14]
- Galería "Begoña Malone" (Madrid).
- "INERCIA" Organizada por la Embajada Española en Shangai.
- Feria ESTAMPA con el Museo de Arte Contemporáneo Infanta Elena [15]
- Feria ARTMADRID Galería Kreisler.
- Feria ARTESANTANDER Galería Estela Docal (Santander).[16]

## Obra en Museos y Colecciones
- Museo "Arte al Límite" - Chile  https://www.arteallimite.com/museo/
- Fundación Caja Segovia Colección Agustín de Diego.
- Fundación ARAUCO [17]
- Fundación Wellington.
- Museo Adolfo Lozano Sidro.

## Prensa
- "DESATADOS" - Documental RTVE
- Programa "MAS DE UNO" - ONDA CERO
- Entrevista "MADURALIA"
- Portada "ABC CULTURAL" - Alégrame esas Pascuas Edición 2022 https://www.abc.es/cultura/cultural/regalos-caidos-cielo-20221216192235-nt.html
- Portada "ABC CULTURAL" https://www.abc.es/cultura/cultural/batalla-epica-pintura-juan-manuel-fernandezpinedo-20240711142154-nt.html [18]